# Adam Zagajewski
Adam Zagajewski (Lwów, 21 de junho de 1945 – 21 de março de 2021) foi um poeta, romancista, tradutor e ensaísta polaco. Recebeu Prémio Literário Internacional Neustadt de 2004, o Prémio Griffin de Poesia de Reconhecimento de Vida de 2006 e o Prémio Princesa das Astúrias de Literatura de 2017. Está apontado ao Nobel da Literatura.

## Biografia
Adam Zagajewski nasceu em 1945, em Lwów (desde 1 de janeiro de 1946 Lvov, ucraniano SSR). Seu pai era Tadeusz Zagajewski e sua mãe era Ludwika Zagajewska, nascida Turska. A família Zagajewski foi expulsa de Lwów pelos Ucranianos para o centro da Polônia, no mesmo ano. Eles se mudaram para a cidade de Gliwice , onde se formou na Escola Secundária Andrzej Strug V (V Liceum Ogólnokształcące im. Andrzeja Struga). Posteriormente, estudou psicologia e filosofia na Universidade de Jagiellonian , em Cracóvia. Mais tarde, ensinou filosofia no AGH University of Science and Technology. Em 1967, fez sua estreia poética com a Música, um poema publicado na revista Życie Literackie  Ele publicou suas obras, bem como as resenhas em revistas como Odra (1969-1976) e Twórczość (1969, 1971-1973). Durante este tempo, ele se envolveu no movimento literário a Nova Onda (Nowa fala), também conhecido como a Geração de '68'. O objetivo do grupo era "lutar contra as falsificações da realidade e a apropriação da linguagem pela ideologia e propaganda comunista ". Após a assinatura da Carta de 59 suas obras foram proibidas pelas autoridades comunistas da Polónia. Em 1978, foi um dos fundadores e primeiros professores da Associação de Formação Científica. Em 1982, emigrou para Paris, mas em 2002 ele voltou à Polônia, juntamente com a mulher Maja Wodecka, e residiu em Cracóvia. Ele foi um membro do Associação de Escritores Polacos.
Morreu em 21 de março de 2021, aos 75 anos de idade.

## Obras

### Coletâneas
Poesia
- Zagajewski, Adam. Komunikat. [S.l.: s.n.]

- Sklepy mięsne. Kraków, 1975.
- List. Oda do wielkości. Paris, 1983.
- Jechać do Lwowa. London, 1985.
- Plótno. Paris, 1990.
- Ziemia ognista. Poznan, 1994.
- Trzej aniołowie. Kraków, 1998.
- Pragnienie. Kraków, 1999.
- Powrót. Kraków, 2003.
- Anteny. Kraków, 2005.
- Unseen Hand (Niewidzialna reka).  Kraków, 2009.
- Wiersze wybrane. Kraków, 2010.

Prosa
- Ciepło, zimno. Warszawa, 1975.
- Słuch absolutny. Kraków, 1979.
- Cienka kreska. Kraków, 1983.

Ensaios
- Świat nieprzedstawiony. Kraków, 1974.
- Drugi oddech. Kraków, 1978.
- Solidarność i samotność. "Zeszyty literackie", 1986.
- Dwa miasta. Paryż-Kraków, 1991.
- Another Beauty (W cudzym pięknie). Poznań, 1998.
- Obrona żarliwosci. Kraków, 2002.
- Poeta rozmawia z filozofem. Warszawa, 2007.